# ژیگموند موریتس
ژیگموند موریتس (مجاری: Móricz Zsigmond‏؛ زاده ۲۹ ژوئن ۱۸۷۹ – درگذشته ۴ سپتامبر ۱۹۴۲) نویسنده و رمان‌نویس سرشناس مجار و رئالیست اجتماعی بود.

## زندگی‌نامه
ژیگموند موریتس در ۲۹ ژوئن ۱۸۷۹ در یک خانواده روستایی در مجارستان به دنیا آمد. پدرش دهقان بود و نسب مادرش به خانواده ای تهیدست اما نجیب‌زاده می‌رسید. وی به دلیل نوع زندگی که از کودکی تا نوجوانی خود را در آن سپری کرده بود کاملاً با فضای زندگی روستایی، رنج‌های دهقانان، گرسنگی و فقر آشنایی داشت. پس از طی دوران ابتدایی و متوسط در زادگاه خود، در حدود ۲۰ سالگی برای کار به بوداپست رفت و در آنجا نیز مشاغل مختلفی را امتحان نمود. در سال ۱۹۰۸ وقتی که حدود ۲۹ سال داشت اولین داستان خود با نام هفت شاهی را در یکی از مجلات به چاپ رساند. این داستان چنان متأثر از فضای کودکی و تجربه‌های فردی او بود که بسیار مورد استقبال قرار گرفت و وی را به شهرت فراوانی رساند. موریتس از بهترین نویسندگان مجارستان در نیمه اول قرن بیستم بود. اِندره آدی شاعر معروف ادبیات مجاری در مورد او گفته‌است: «او به تنهایی بیش از یک هنگ چریک‌های انقلابی ارزش دارد.»
ژیگموند موریتس در ۴ سپتامبر ۱۹۴۲ در ۶۳ سالگی از دنیا رفت.

## سبک
از ژیگموند موریتس آثار متنوع و فراوانی به جای مانده‌است که عموماً در بردارنده فضای فقر، رنج انسان‌ها و اختلاف طبقاتی است. وی تمامی داستان‌های خود را به زبان مجاری نوشته‌است و بسیاری از آنان به زبان‌های دیگر ترجمه شده‌اند. به دلیل نوع نگارش و قلم این نویسنده وی را می‌توان در گروه نویسندگان واقع گرا با رویکرد سیاسی، اجتماعی قلمداد کرد.

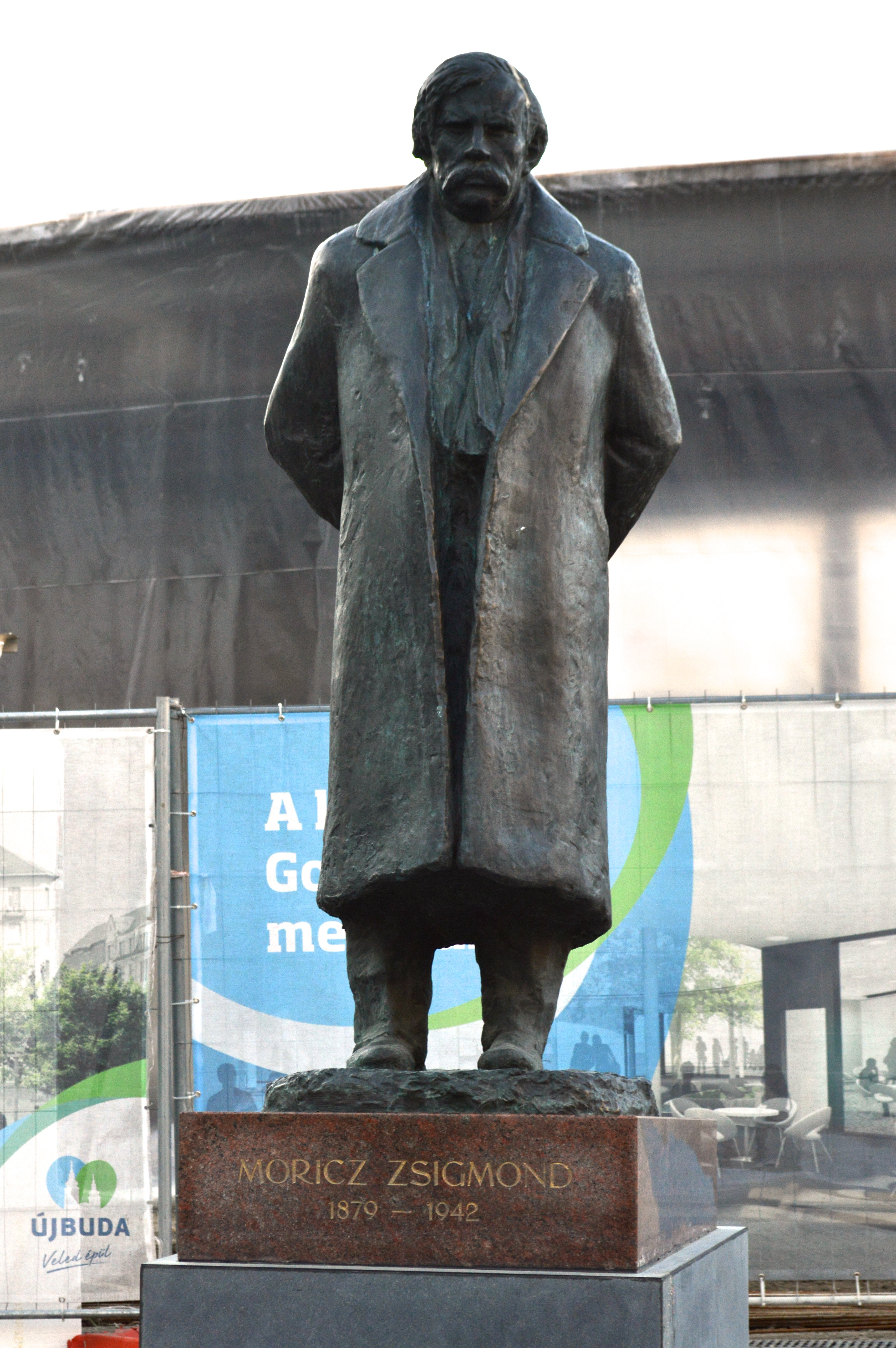
میدان ژیگموند موریتس در بوداپست

## آثار
- تا اولین درخشش بامداد (۱۸۹۸)
- هفت شاهی (۱۹۰۷)
- طلا در لجن (۱۹۱۱)
- تا مرگ باوجدان باش (۱۹۲۰)
- جشن و شادی (۱۹۲۸)
- روابط (۱۹۳۲)
- سه‌گانهٔ ترانسیلوانی (‎۱۹۲۲–۱۹۳۸)

## ترجمه آثار به فارسی
- فقیرها و چند داستان دیگر، ترجمه محمود تفضلی، انتشارات امیرکبیر ۱۳۳۱. این مجموعه ۶ داستان با نام‌های: هفت‌شاهی، فاجعه، آخور چوبی، یک بار سیر شدن، تحصیل مجانی در دبیرستان و فقیرها دارد.[۴]
- احمد شاملو نیز طلا در لجن را ترجمه کرده‌بود که به همراه دیگر یادداشت‌هایش در حملهٔ افراد فرمانداری نظامی در سال ۱۳۳۲ به خانه‌اش ضبط شد و از میان رفت.[۵]